# گیم‌میکر
گیم‌میکر (به انگلیسی: GameMaker) به اختصار (GM)، موتور بازی سازی چندسکویی برای سیستم عامل ویندوز و مک‌اواس است که توسط مارک اورمارس (هلندی: Mark Overmars) با زبان برنامه‌نویسی دلفی ارائه شده‌است. این نرم‌افزار در حال حاضر توسط یونو گیمز توسعه و ارائه می‌شود.
گیم میکر به کاربرانش اجازه می‌دهد تا بازیهای رایانه‌ای خود را به سادگی ارائه دهند.
نسخه ۱۹۹۹ گیم میکر ارتقاءهای زیادی یافت از جمله امکان استفاده در کارهای سه بعدی (البته با محدودیت) و ارائهٔ فضای وب برای آپلود بازی‌های ساخته شده توسط کاربران.

## محصولات یویوگیمز
- گیم میکر برای مک
- گیم میکر استاندارد
- گیم میکر HTML۵
- گیم میکر استودیو
- گیم میکر مستر (آخرین نسخهٔ فعلی گیم میکر و کامل‌ترین نسخهٔ گیم میکر که برای اندروید، آی او اس، اچ تی ام‌ال ۵، مک، ویندوز خروجی می‌گیرد)

## طراحی و استفاده
گیم میکر طراحی شده تا به کاربران اجازه دهد تا به راحتی بازی‌هایشان را بدون نیاز به یادگیری کامل زبان‌های برنامه‌نویسی مثل سی پلاس پلاس (++C) یا جاوا بسازند.
گیم میکر از سیستم بگیر و بکش (drag-and-drop) استفاده می‌کند و اجازه می‌دهد تا آن‌ها بازیشان را با آیکن‌های ساخته شده شبیه‌سازی کنند و بسازند. این آیکن‌ها همان اتفاقات یا اکشن‌های گیم میکر است که در بازی اتفاق می‌افتد. مثل حرکت و نقاشیهای ساده و پایه و … کاربران خود نیز توانایی ساخت اکشن و کتاب‌خانه‌هایی برای گیم میکر را با نرم‌افزار اکشن ساز (library maker) دارند. برای آن دسته از افرادی که توانایی و استعداد برنامه‌نویسی را دارند گیم میکر زبان برنامه‌نویسی را داراست درون خود با نام زبان برنامه‌نویسی گیم میکر (gml) که اجازهٔ ساخت بازی‌های حرفه‌ای‌تری را با این نرم‌افزار می‌دهد. گیم میکر اجازه می‌دهد که کاربر سبک‌های مختلف بازی را مثل پلتفرم و تیراندازی اول‌شخص و سوم‌شخص و بازی‌های آنلاین و شبیه‌سازی و … بسازد.

## نسخه‌های گیم میکر
- لایت
- پرو (البته باید این نسخه را از یویوگیمز بخرید)

## گیم میکر نسخه حضار
- استادیو (رایگان)
- اچ تی ام‌ال ۵
- پروفشیونال
- مستر

## نقایص نسخه لایت (خریداری نشده)
1. نبود امکان استفاده از فایل‌های دی ال ال یا dll
2. نبود سیستم پارتیکل (سیستمی از افکت‌ها مثل دود و باران و …)
3. نبود امکانات حرفه‌ای در طراحی
4. نبود طراحی و کدهای ساخت بازی سه بعدی
5. نبود امکان ساخت بازی آنلاین چند نفره
6. نمایش لوگوی گیم میکر در اول بازی
7. محدودیت در تعداد منابعی که در بازی به کار برده می‌شوند

## زبان گیم میکر
زبان گیم میکر (جی ام‌ال (gml)) زبان کدنویسی در گیم میکر است. این زبان ترکیبی از زبان‌های سی شارپ و جاوااسکریپت می‌باشد. گیم میکر زبان برنامه‌نویسی شیءگرا دارد. این زبان بسیار راحت و یادگیری آن خیلی راحت است به همین دلیل در بعضی مقالات این موتور بازی‌سازی را برای افراد پایه پیشنهاد داده‌اند.

## بازی‌های محبوب ساخته شده با گیم‌میکر
- braid